# Neotragus pygmaeus
L'antilope reale (Neotragus pygmaeus), nota anche come neotrago pigmeo, è una piccola specie di antilopino diffusa in Africa occidentale.

## Descrizione
Con i suoi 25–30 cm di altezza al garrese ed un peso massimo di 3,5 kg, è la più piccola fra le antilopi.
Il pelo è marroncino chiaro, con la zona ventrale tendente al biancastro e la testa ed i fianchi più scuri. I maschi posseggono un paio di piccole corna a forma di stiletto, lunghe circa 3 cm.

## Biologia
Vivono nel folto sottobosco delle foreste pluviali, dove si nutrono di foglie e frutti caduti.
È un animale molto timido e, in caso di pericolo estremo, è capace di spiccare salti anche di 2,5 m. Tende a muoversi da solo, ma lo si trova anche in coppie.
Per il resto, poco si sa di questo timido e riservato animale, salvo che è in pericolo di estinzione a causa della caccia a cui viene sottoposto per la bushmeat ed a causa della distruzione dell'habitat.